# Peoria Heights
Peoria Heights är en ort (village) i Peoria County, Tazewell County, och  Woodford County, i delstaten Illinois, USA. Enligt United States Census Bureau har orten en folkmängd på 6 167 invånare (2011) och en landarea på 6,9 km².